# Natural Solar
Natural Solar Pty Ltd, con sede en Queensland (Australia), es un promotor de energía solar que ha colaborado con el gobierno estatal para suministrar energía renovable a los consumidores domésticos. Sus actividades incluyen el diseño, la promoción, la construcción y la explotación de centrales solares que utilicen tecnologías fotovoltaicas, fotovoltaicas de concentración o termosolares de concentración.

## Operaciones
Natural Solar establece redes de energía solar para propiedades residenciales y empresariales y proyectos comerciales sustanciales que cubren toda Australia. Proporciona paneles solares, soluciones de almacenamiento de energía, inversores solares y optimizadores.
Recientemente, la empresa se ha centrado más en la energía de reserva doméstica (defensa contra apagones) mediante Tesla Powerwall, debido a las inclemencias meteorológicas y a la mayor aceptación de los coches eléctricos, los incentivos gubernamentales y otros factores, como el cambio a energías verdes limpias. Hasta 2022, ha instalado 8.500 baterías en toda Australia y, como proveedor autorizado del programa NSW Empowering homes, tiene previsto suministrar baterías solares a 300.000 hogares de Nueva Gales del Sur en los próximos diez años.

## Historia
La empresa es fundada por Chris Williams en 2012. Con sede en Brisbane (Queensland), cuenta con una oficina adicional en Roseville (Nueva Gales del Sur). En 2017 y 2018, la empresa ha sido incluida entre las 100 empresas más rápidas de Australia por la Australian Financial Review.
En 2022, 1komma5°, una empresa europea que opera en 25 emplazamientos repartidos por Suecia, Alemania, Finlandia, Austria y España, ha invertido en Natural Solar adquiriendo una participación significativa en la empresa con el fin de acelerar su crecimiento. Esto también permitirá a Natural Solar implantar los dispositivos Heartbeat, un sistema de gestión de la energía doméstica desarrollado por 1komma5° para aumentar la eficiencia de la energía solar.

## Proyectos que utilizan su tecnología
- Gobierno de Queensland[22][23]
- Stockland[24]
- Domino's Pizza Enterprises[25]
- Seguro nacional de invalidez[26][27]